# Coraítas

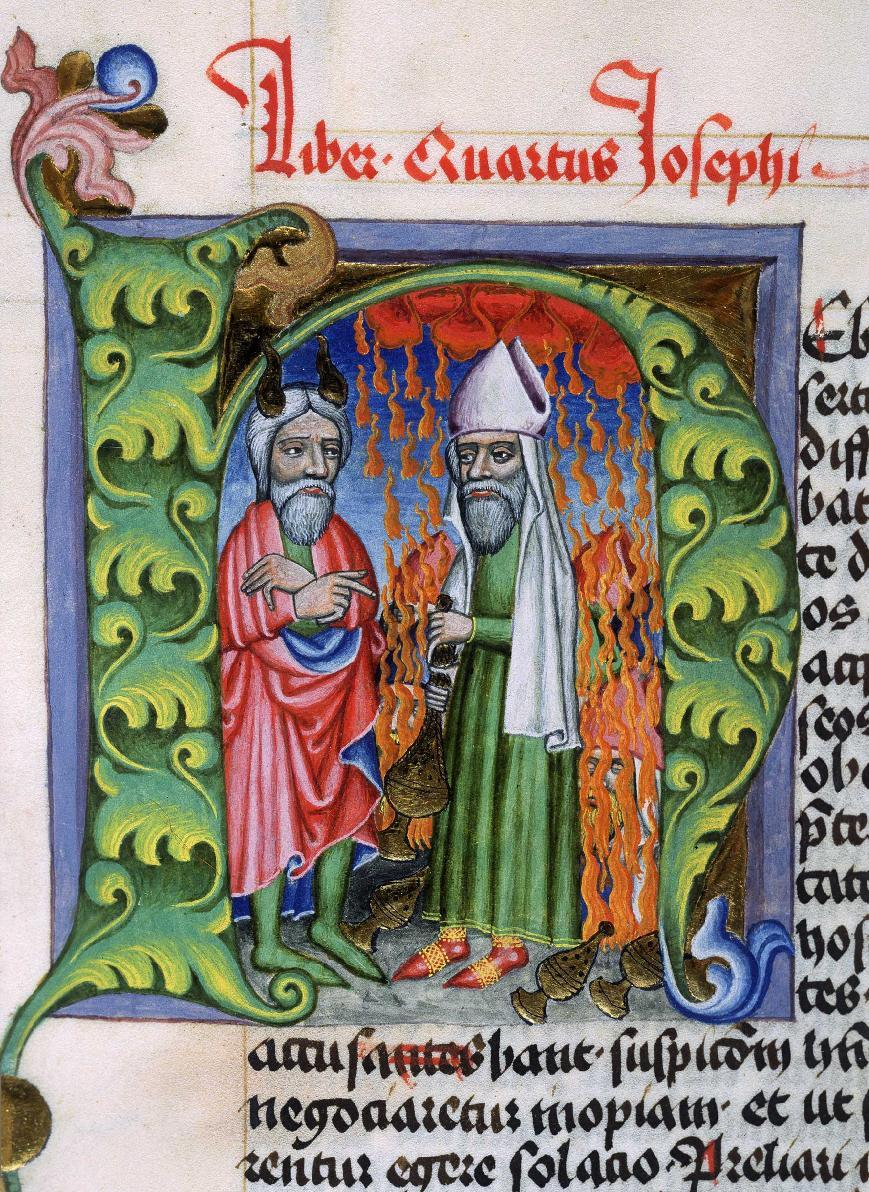
Moisés e Corá

Os coraítas na Bíblia eram a porção dos coatitas que descendia dos filhos de Corá. Eles eram um ramo importante dos cantores da divisão de Coate (2 Crônicas 20:19).
Os filhos de Corá eram filhos do primo de Moisés, Corá. A história de Corá é encontrada em Livro de Números 16. Corá liderou uma revolta contra Moisés; ele morreu, juntamente com todos os seus co-conspiradores, quando Deus fez "a terra abrir a boca dela e engoli-lo e tudo o que lhes pertencia". No entanto, "os filhos de Corá não morreram". Vários salmos são descritos em seus versos iniciais pelos Filhos de Corá: números 42, 44-49, 84, 85, 87 e 88.
Alguns dos coraítas também eram "porteiros" do templo; um deles era sobre "coisas que foram feitas nas panelas" (v31), isto é, o cozimento em panelas para a oferta de carne.
Há uma tradição de que o profeta Samuel foi descendente de Corá.